# Carelia (regiune)
Carelia (fin. Karjala ; rus. Карелия) este o regiune istorică situată în Europa de Nord-Est. Azi este împărțită între Rusia și Finlanda. Partea de est, sau partea rusă aparține de  Republica Carelia și Regiunea Leningrad. Partea de vest a Careliei aparține de Finlanda. Grupările etnice care trăiesc în Carelia sunt: carelieni, finlandezi și ruși.

## Date geografice

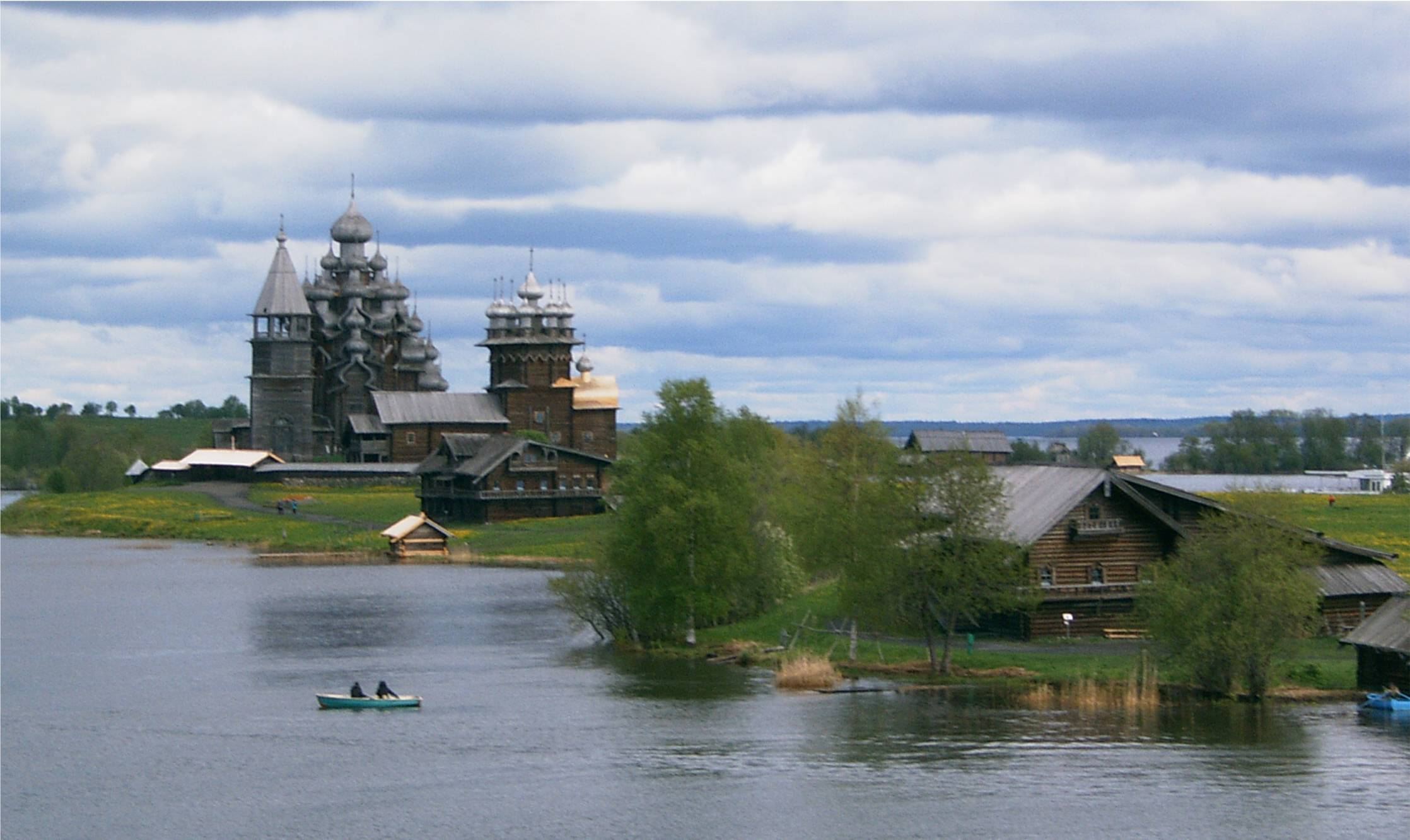
Carelia

Carelia se află amplasată în nord-estul Europei, între Marea Baltică și Marea Albă. În direcția sud-nord regiunea se întinde de la paralela de 60 de grade până la cercul polar. La est regiunea este delimitată de Marea Albă, Lacul Ladoga și Golful Finlandei, iar la vest se continuă cu regiunile finlandeze Savo și Kainuu. Regiunea istorică se întinde pe o suprafață de ca. 200.000 km². Partea rusă tradițional este subâmpărțită în partea de nord dintre Marea Albă și granița finlandeză ea fiind numită Careila Albă. Pe când partea sudică din Rusia, dintre lacul Onega și Ladoga este numită Careila-Oloneț, Istmul Carelian și Carelia-Ladoga. Partea de vest care aparține Finladei este numită tradițional, Carelia de Nord și Carelia de Sud.

## Istoric
Regiunea inițial a fost locuită de carelieni o populație fino-ugrică. În regiune sosesc în decursul istoriei, misionari ruși din Novgorod, aceștia au influențat convertirea populației locale la religia ortodoxă. În secolul XIII în urma războaielor dintre Suedia și Finlanda (1293–1295), Carelia este împărțită între Suedia și Finlanda. Prin pacea de la Nistad (1721) o mare parte din regiune revine Rusiei, iar în 1809 toată Carelia ajunge sub stăpânire rusă, ca un semn al bunăvoinței sale, Petru cel Mare dăruiește Marelui Ducat al Finlandei, partea Careliei care aparținuse Suediei. La marea revoluție din octombrie, Finlanda pierde în timpul Războiului civil din Finlanda,  partea de est a Careliei în favoarea URSS-ului. Acest teritoriu în timpul celui de al doilea război mondial va fi recucerit pentru scurt timp de Finlanda, ca apoi să-l piardă din nou în favoarea URSS-ului, partea rusă devenind Republica Carelia.